# Lophyrocera stramineipes
Lophyrocera stramineipes är en stekelart som beskrevs av Peter Cameron 1884.
Lophyrocera stramineipes ingår i släktet Lophyrocera och familjen Eucharitidae. Artens utbredningsområde är Panama. Inga underarter finns listade i Catalogue of Life.